# Ystad–Haparanda, ett steg i taget
Ystad–Haparanda, ett steg i taget var en del av Mustaschkampen som under 2009 anordnades av Cancerfonden för att samla in pengar till prostatacancerforskning.
För att väcka uppmärksamhet genomförde de svenska teveprofilerna Robert Aschberg och Gert Fylking en fotvandring under våren 2009, där de varje dag genomförde etapper mellan orter där de övernattade. Vandringen startade i Ystad i 6 mars 2009 och avslutades i Haparanda på Sveriges nationaldag (6 juni). Under vandringen fanns det möjlighet att skänka pengar genom sms och överföringar via plusgiro och bankgiro. Under fotvandringens gång lyckades de samla in cirka åtta miljoner svenska kronor.
Den 26 april 2010 började profilerna en andra resa. De skulle då ta sig från Haparanda till Ystad och samla in så mycket pengar som möjligt. Det här gången hade reglerna ändrats så att de fick ta sig till målet på vilket färdsätt som helst. Dessutom utmanade Musse Hasselvall och Andreas Halldén dem.

## Säsong 1
Varje dag under vandringen telefonerade Fylking till radiostationen Rix FM för att rapportera om vad som hände under vandringen. Aschberg förde en dagbok på Aftonbladets webbplats, som han förde à jour flera gånger om dagen.

### Vandringen
- 6–13 mars 2009: Ystad–Ronneby
- 16 –20 mars 2009:  Ronneby–Kalmar
- 23–28 mars 2009: Kalmar–Västervik
- 30 mars–4 april 2009: Västervik–Norrköping
- 6–11 april 2009: Norrköping–Enköping
- 13–18 april 2009: Enköping–Gävle
- 20–25 april 2009: Gävle–Hudiksvall
- 27 april–2 maj 2009: Hudiksvall–Härnösand
- 4–8 maj 2009: Härnösand–Örnsköldsvik
- 11–15 maj 2009: Örnsköldsvik–Umeå
- 18–23 maj 2009: Umeå–Skellefteå
- 25–30 maj 2009: Skellefteå–Luleå
- 31 maj–6 juni 2009: Luleå–Haparanda

## Säsong 2
Säsong 2 startade på TV8 den 2 maj 2010 i Umeå. Under veckan som gick hade Robert Aschberg och Gert Fylking respektive Musse Hasselvall och Andreas Halldén tagit sig från Haparanda till Umeå. Under varje etapps gång skulle lagen ta sig till ett mål via vissa bestämda orter. Samtidigt skulle de samla in pengar till Cancerfonden längs med vägen. De fick ta sig framåt hur de vill.
Under varje programs gång deltog olika inbjudna gäster. Olika tävlingar hölls också där lagen kunde vinna prylar, prylarna såldes sedan på en nätauktion. När varje program var slut räknades lagens insamlade pengar ihop, det lag som hade samlat ihop mest fick välja nästa veckas etappväg först.
Varje söndag klockan 19.00 sändes tv-programmet från torget i den stad där lagen befann sig. Finalprogrammet sändes söndagen den 29 maj 2010 från Ystad.

### Vandringen[2]
- 26–29 april 2010: Haparanda–Umeå
- 3–6 maj 2010: Umeå–Mora
- 10–13 maj 2010: Mora–Karlstad
- 17–20 maj 2010: Karlstad–Jönköping
- 24–27 maj 2010: Jönköping–Ystad